# 阿富汗国家安全部队
阿富汗国家安全部队（Afghan National Security Forces/ANSF），也被称为阿富汗国防和安全部队，该部队包括：
- 阿富汗武装部队
  - 阿富汗國民軍
  - 阿富汗空軍
- 阿富汗国家警察
  - 阿富汗地方警察
- 阿富汗国家安全局 (NDS)